# علي بومنجل
علي بومنجل (24 مايو 1919 - 23 مارس 1957) كان مناضلاً ومحاميًا جزائريًا.

## حياته
ولد بومنجل في 23 ماي 1919 بغليزان لأسرة مثقفة، حيث كان والده مدرساً وأخوه أحمد محامياً، زاول تعليمه الابتدائي في المدرسة البلدية للأربعاء، حيث أقامت عائلته المتواضعة لمدة طويلة. ودرس في كلية دوفرييه في مدينة البليدة، حيث قابل آخرين ممن سيكونون أبطالاً في المستقبل في الثورة الجزائرية، من أمثال عبان رمضان وبن يوسف بن خدة وسعد دحلب. درسة الحقوق في الجامعة مباشرة بعد تحصله على شهادة البكالوريا بدرجة امتياز، وعقب نيله لشهادة الليسانس في الحقوق من جامعة الجزائر، مارس مهنة المحاماة وأصبح محامياً معتمداً لدى المجلس، وصحفيًا في جريدة إيجالييه (Egalité) التي يسيطر عليها مؤيدو الاندماج العنصري لـفرحات عباس.

## أثناء الثورة
وأثناء الثورة، أصبح مع جاك فيرجيس، واحد من بين العديد من المحامين الذين دافعوا عن الثوار الجزائريين. وفي عام 1955، انضم إلى جبهة التحرير الوطني (FLN) مع صديقه القديم عبان رمضان بعدما تم إطلاق سراح رمضان من السجن. ونصح رمضان بومنجل بتغيير توجهه المهني، لذا انضم إلى دائرة التقاضي في شركة شل، بينما واصل نضاله في جبهة التحرير الوطني.

## وفاته
ألقي القبض على بومنجل في 9 فبراير 1957 وتعرّض للتعذيب لمدة شهر على يد بول أوساريس ورجاله. وفي 23 مارس، أُلقي من الطابق السادس من إحدى البنايات وتم الادعاء بأنه انتحر. وبعد مرور أربعة وثلاثين عامًا، في عام 2000، اعترف أوساريس بأن بومنجل قُتل.
في 2 مارس 2021، اعترف الرئيس الفرنسي إيمانويل ماكرون بأنه «تعرّض للتعذيب والقتل» على أيدي الجيش الفرنسي خلال حرب التحرير الجزائرية، وذلك عند استقباله لأحفاد علي بومنجل في قصر الإليزيه. وجاء هذا الاعتراف في أعقاب توصيات تقرير المؤرخ بنيامين ستورا حول الذاكرة الفرنسية الجزائرية، ويستحضر البيان الصحفي اعتراف بول أوساريس بأنه أمر أحد مرؤوسيه بتعويض القتل على أنه انتحار. ففي سنة 2000، صدر كتاب بول أوساريس «الأجهزة الخاصة في الجزائر 1955 – 1957» المتضمن اعترافه باغتيال علي بومنجل.

## ذكرى
قدمت المؤرخة مليكة رحال في 2011 كتابها «علي بومنجل: قضية فرنسية وتاريخ جزائري» الذي يتناول المسار النضالي للشهيد.

## قائمة المصادر
- Malika Rahal (2010). Ali Boumendjel, une affaire française, une histoire algérienne. Paris: Les Belles Lettres. {{استشهاد بكتاب}}: تجاهل المحلل الوسيط |الرقم المعياري= لأنه غير معروف، ويقترح استخدام |ردمك= (مساعدة)
- ملكة رحال،"الشرفة. عودة إلى مكان قتل علي بومنجل – 23 مارس 1957"، حبكات الزمن، 22 مارس 2017. https://texturesdutemps.hypotheses.org/2418